# چو هون هیون
چو هون هیون (کره‌ای: 조훈현؛ زادهٔ ۱۰ مارس ۱۹۵۳) بازیکن حرفه‌ای گو و سیاستمدار اهل کره جنوبی است. چو که به عنوان یکی از بزرگ‌ترین بازیکنان تاریخ شناخته می‌شود، در سال ۱۹۶۲ وارد سطح حرفه‌ای در کره شد. از آن زمان، او ۱۵۰ عنوان حرفه‌ای کسب کرده است که بیشتر از هر بازیکن دیگری در جهان است. او سه بار در سال‌های ۱۹۸۰، ۱۹۸۲ و ۱۹۸۶ قهرمان تمامی تورنمنت‌های آزاد کره شد. چو همچنین ۱۱ عنوان بین‌المللی به دست آورده است  که پس از لی چانگ هو با ۲۱ عنوان و لی سه دول با ۱۸ عنوان در جایگاه سوم قرار دارد. او در سال ۱۹۹۵ به ۱۰۰۰ پیروزی در دوران حرفه‌ای خود رسید.